# Ogni anno punto e da capo
Ogni anno punto e da capo è una commedia in un atto unico scritta da Eduardo De Filippo nel 1931. 

## Storia
Questo atto unico fu scritto da Eduardo a Piedigrotta con un adattamento dello pseudonimo Tricot in occasione di una serata dedicata alla canzone al Teatro Reale.
La prima rappresentazione si ebbe nel 1931 al Teatro Nuovo, all'interno dello spettacolo di rivista Cento di questi giorni per una serata in onore del fratello dell'autore Peppino.
Nel 1932 la commedia fu inserita nel repertorio della compagnia Teatro Umoristico I De Filippo.

## Trama
Un cliente entra nella bottega del barbiere Rafele, ma il titolare non c’è. La sorella Filomena gli racconta che, quando si avvicina la festa di Piedigrotta, Rafele si dedica a scrivere canzoni. Il cliente chiede al garzone di servirlo, ma il ragazzo, mentre lo prepara per la barba, si vanta di essere un bravo mandolinista. Entra il barbiere, ma appena comincia la rasatura irrompono Giorgetta, la manicure, aspirante cantante, e un giovane poeta. Subito si mettono a parlare di canzoni, ignorando il cliente. Questi s’infuria ma viene zittito.